# Agrotis seditiosa
Agrotis seditiosa là một loài bướm đêm trong họ Noctuidae.